# Trio per a piano núm. 1 (Mendelssohn)
El Trio núm. 1 per a piano, violí i violoncel en re menor, op. 49, va ser complertat per Felix Mendelssohn el 23 de setembre de 1839.

## Moviments
Consta de quatre moviments:
1. Molto allegro agitato
2. Andante con moto tranquillo, en si bemoll major
3. Scherzo: Leggiero e vivace, en re major
4. Finale: Allegro assai appasionato